# Bactromyia crassiseta
Bactromyia crassiseta är en tvåvingeart som först beskrevs av Baranov 1938.  Bactromyia crassiseta ingår i släktet Bactromyia och familjen parasitflugor. Inga underarter finns listade i Catalogue of Life.